# 劣化
劣化（れっか）とは、物理的変化などにより品質や性能が損なわれたり、技術革新でより優れた製品が出現することにより、性能が相対的に低下する現象である。ヒトを含めて生物の場合は老化というが、芸能人などに対しても使われることもある。

## 劣化の類型

### 物理的劣化
時間経過や繰り返し使用されることに伴う化学的・物理的変化により、品質や性能が損なわれることを指す。老朽化ともいう。
- 摩耗
- 腐食
- 腐敗
- 錆
- 疲労 (材料)
  - 金属疲労
- 加水分解
- アルカリ骨材反応
  - コンクリートの劣化については、コンクリート#劣化要因も参照。
- 染料や顔料の変色、退色
- コピー機による複写や、カセットテープ・ビデオテープのダビングによる複製で画質や音質が損なわれることも劣化の一種である。
- JPEG形式やMP3形式など非可逆圧縮方式のファイルでは、データの一部が欠損し、画質・音質等の劣化が起きる。(例えば、JPEGではノイズの発生など)
- ゴム製品は大気中において、光やオゾンによる酸化で弾性が失われ、亀裂や溶解が起きる。カーボンブラックが添加されたゴムは光による酸化は生じにくいが、オゾンによる酸化は色に関わりなく発生する。

### 機能的劣化（相対的劣化）
技術革新によって、従来より優れた製品が開発されたことにより、従来のものの品質が低下していなくても、相対的に性能が低く評価されることを指す。陳腐化ともいう。一例として、高画質・省スペースの薄型テレビの普及により、ブラウン管テレビが見劣りすることなどが挙げられる。

### 社会的劣化
消費者・使用者の要求水準が向上し、従来のものでは要求に対応しきれなくなることを指す。社会的劣化は消費者側の心理的変化によるもので、必ずしも物理的な品質低下を伴わない。

### 遺伝的劣化
- その他の具体例については、Category:劣化も参照。

### 転用
コピー機による複写や、テープへのダビングで劣化することから転じて、作品Aに類似した作品Bが作成されたとき、揶揄する意味を込めて「BはAの劣化コピーだ」と言い表されることもある。
また、日本語では、核分裂性のウラン235が天然ウランより少なくなったウランを、劣化ウランと呼ぶことがある。このようなウランは核燃料としての使用後に生じるほか、ウラン濃縮を行った後の残りとしても発生する。

## ネットスラングとしての劣化
2002年ごろ、2ちゃんねる等で、比較的若い有名人に対して劣化という表現が使われる様になった。　当時は、成長に伴って容貌等がファンの好みと乖離した状態等を、老化や衰えとは異なるものとして、劣化と表現していた様である。
ネットスラングではなく、出版物ではあるが、2007年に『なぜ日本人は劣化したか』を出版し、2014年には続編の『劣化する日本人　自分のことしか考えられない人たち』
を出した香山リカは、「劣化」という言葉について〈肥大する自己愛〉が原因で人間性が蝕まれる状況を指すとした。
「劣化」という言葉は、インターネット上では人間に対しても特に芸能人に対し、青年期の肉体から壮年期の肉体に移行し、または壮年期の肉体から老年期の肉体に移行することに伴う容貌の変化の意味で使用されるようになり、田中裕二は「あれ嫌い！劣化という言葉はクソきらい！」とラジオ番組で発言し、注目を集めた。
「年を取った」と言われるより厳しく聞こえるこの表現について、能町みね子は「『劣化』の対義語は『奇跡』」だとし、ネット上では「奇跡組」と「劣化組」が分類されてきていると指摘。辛酸なめ子は「劣化」と「奇跡」の境界線は「お姫さま感」だとし、苦労知らずな印象のある森高千里などが奇跡組であるとした。